# メイプルハーバー

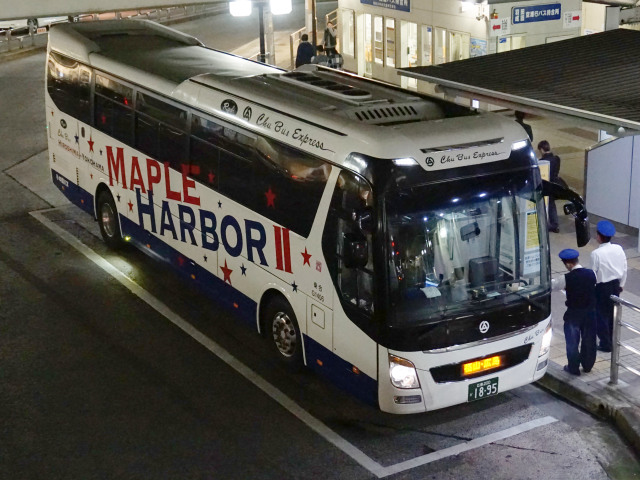
メイプルハーバー（中国バス）

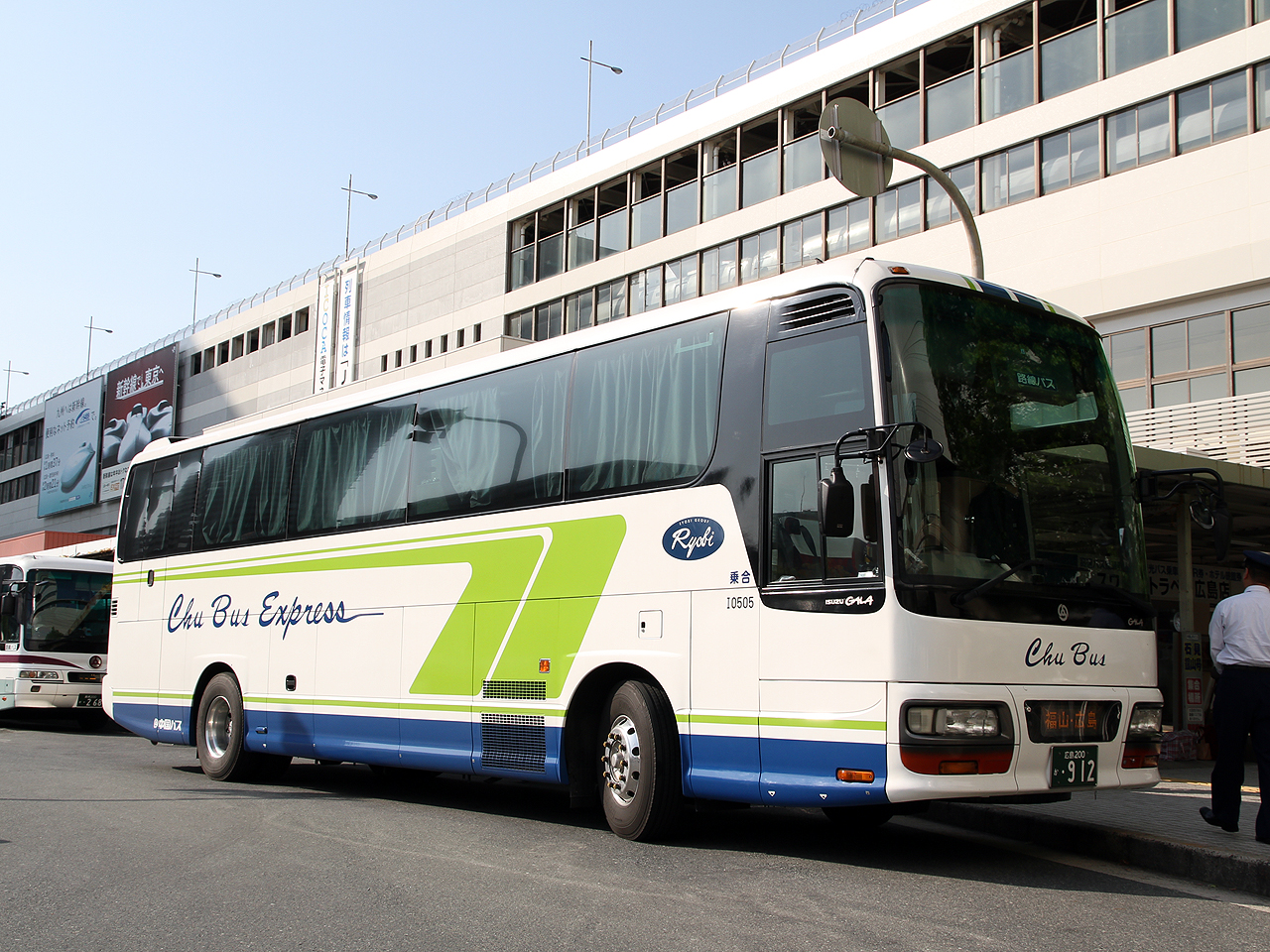
中国バス元「メイプルハーバー」用車両

メイプルハーバーは、神奈川県横浜市・東京都町田市と広島県福山市・東広島市・広島市を結んでいた夜行高速バス路線である。
この項目では横浜 - 広島間を中国自動車道経由で運行されていた赤いくつ号（あかいくつごう）及び、メイプルハーバーと同区間を昼行運行していた弥次喜多ライナー（やじきたライナー）についても一括して説明する。ドリームスリーパー並びに関連路線については当該項目を参照。
席は全便座席指定制。乗車前にあらかじめ乗車券を購入しなければならない（ローソン・ファミリーマートでも予約ができる）が、当日空席がある場合に限り、事前購入なく乗車可能であった。

## 横浜 - 広島間高速バスの歴史
- 1989年（平成元年）12月22日：神奈川中央交通・JRバス中国の2社により横浜（横浜駅東口BT）・町田（町田バスセンター） - 三次（三次駅）・広島（広島バスセンター・広島駅新幹線口）間の夜行便「赤いくつ号」が運行開始[1]。
- 1993年（平成5年）11月4日：本厚木駅に停車開始。また、時期は不明ながら、広島県側でも千代田・広島北IC・沼田にも停車するようになる。
- 1997年（平成9年）
  - 9月30日：「赤いくつ号」を廃止。なお、運行期間中には山陽自動車道が延伸し姫路 - 広島間が繋がっていたものの、最後まで三次など中国自動車道沿線の停留所への経由は継続されていた[2]。
  - 12月26日：中国バス・中国ジェイアールバスの2社により横浜・町田 - 福山・広島間の夜行便「メイプルハーバー」が運行開始。同年12月10日に神戸 - 姫路間も含め広島まで全てつながったこともあり、山陽道経由で運行。
- 2004年（平成16年）11月14日未明：横浜発広島行きの中国バス担当便のバス（福山200か10・日野セレガGD）が全焼するという事故が発生する。死傷者はなし。
- 2005年（平成17年）10月5日：中国バスの1社単独で横浜・町田 - 福山・広島間の昼行便「弥次喜多ライナー」が運行開始。
- 2006年（平成18年）
  - 5月20日：「弥次喜多ライナー」を廃止。
  - 12月22日：旧・中国バスの事業廃止により、同社担当便を新・中国バス（両備バスの100%子会社）に移管。
- 2007年（平成19年）9月30日：この日の出発便をもって、中国ジェイアールバスが「メイプルハーバー」の運行から撤退（ただし広島側の予約・発券業務については2016年まで継続）。翌日出発便より中国バスの単独運行となる。
- 2011年（平成23年）
  - 9月23日：この日の出発便より3列シート車から4列シート新車（電源コンセント付き）に変更し、料金も変更[3]。
  - 12月21日：この日の出発便より3列シート車に戻し、料金も戻す。
- 2012年（平成24年）8月29日：2列シート仕様の新型ヒュンダイ・ユニバースを導入し、ハイグレード増発便「DREAM SLEEPER（ドリームスリーパー）」が運行開始。
- 2014年（平成26年）
  - 4月1日：消費税率改定に伴い運賃値上げを実施。同時に、「メイプルハーバー」停車地に倉敷インターチェンジ・岡山インターチェンジを追加し、両備ホールディングスでの予約・発券取扱いを開始。
  - 6月1日：メイプルハーバーに新型ヒュンダイ・ユニバースを導入。これにより、両路線は全便ヒュンダイ・ユニバースで統一された。
- 2015年（平成27年）6月1日：メイプルハーバーにカレンダー運賃を導入。並びに早期購入割引を開始。
- 2016年（平成28年）
  - 3月31日：この日限りをもって、中国ジェイアールバスでの予約・発券業務を取り止める。
  - 10月12日：広島東洋カープのセントラル・リーグ優勝を記念し、この日の出発便より同月30日まで乗務員がカープユニフォーム着用で乗務[4]。
- 2017年（平成29年）3月31日：ドリームスリーパー便の運行を終了。翌4月1日より、東京行「ドリームスリーパー Superior Class」が運行開始。
- 2018年（平成30年）10月13日：プロ野球・広島東洋カープのセントラル・リーグ3連覇を記念し、この日の出発便より11月4日まで乗務員がカープユニフォーム着用で乗務[5]。
- 2019年（平成31年）4月22日：エトワールセト号と共通仕様の新型車両（三菱ふそう・エアロクイーン）が運行開始。
- 2020年（令和2年）4月7日：新型コロナウイルス感染拡大の影響により、この日の出発便から運休[6]。
- 2021年（令和3年）5月31日：倉敷インターチェンジへの停車を取り止める[7]。
- 2022年（令和4年）2月28日：神奈中高速バス予約センターの営業終了に伴い、神奈川中央交通での予約・乗車券発売業務を取り止める。
- 2024年（令和4年）10月31日：運行再開されないままこの日付で路線廃止[8]。

## 愛称の由来
- 「赤いくつ」 - 歌詞に横浜の波止場が書かれている童謡『赤い靴』にちなんだもの。現在は横浜市営バスが横浜中心街を運行する周遊バスでこの愛称を名乗っている。
- 「メイプルハーバー」 - 広島県の県木であるモミジの英名と横浜を象徴する港湾の英名からとったもので始発終着の象徴を英文化したものである。
- 「弥次喜多ライナー」 - 『東海道中膝栗毛』の弥次さん喜多さんにちなんだものである。

## 運行会社
- 中国バス
  - 広島営業所が夜行1往復ずつ担当。
  - 岡山では両備ホールディングスにおいても予約・発券が可能。
  - 横浜では神奈川中央交通が予約・発券業務を担当していたが、2022年2月28日をもって高速バス予約センターの営業を終了した為、インターネット（発車オ～ライネット）での予約のみ対応となった。

## 運行経路・停車停留所
太字は停車停留所。横浜 - 町田間のみ、および岡山以西のみの利用不可。
横浜駅東口 - 国道1号 - 狩場IC  - 横浜横須賀道路 - 保土ヶ谷バイパス - 横浜町田IC - 大和バイパス - 国道16号（混雑状況によっては町田街道に迂回する） - 町田バスセンター - 国道16号（町田街道へ迂回する場合あり） - 大和バイパス - 横浜町田IC - 東名高速道路（御殿場JCTから三ヶ日JCTまでを新東名高速道路へ迂回する場合あり） - 名神高速道路（東名高速道路豊田JCTより伊勢湾岸自動車道経由で草津JCTまでを新名神高速道路へ迂回する場合あり） - 中国自動車道 - 山陽自動車道 - 岡山インター - 福山東IC - 国道182号 - 広尾 - 国道2号 - 福山駅前 - 国道2号 - 赤坂バイパス - 松永道路 - 福山西IC - 山陽自動車道 - 西条IC - 国道375号 - 国道486号 - 西条昭和町 - 国道486号 - 国道375号 - 西条IC - 山陽自動車道 - 広島IC - 国道54号（祇園新道） - 中筋駅 - 広島バスセンター - 広島駅新幹線口
- 岡山インターは一旦高速道路を流出して一般道上のバス停に停車する（※ドリームスリーパーは通過）
- 全席予約制で事前に降車バス停を指定して予約するため、横浜行は町田バスセンター、広島行は広尾・福山駅前・西条昭和町の各バス停の利用が無い場合、横浜（狩場インター）・広島（広島インター）へ直行する。当然ながら、この際には途中インターチェンジでの高速道路からの流出も無い。
- 横浜行は龍野西SA、広島行は足柄SAで開放休憩を行う。

## 使用車両

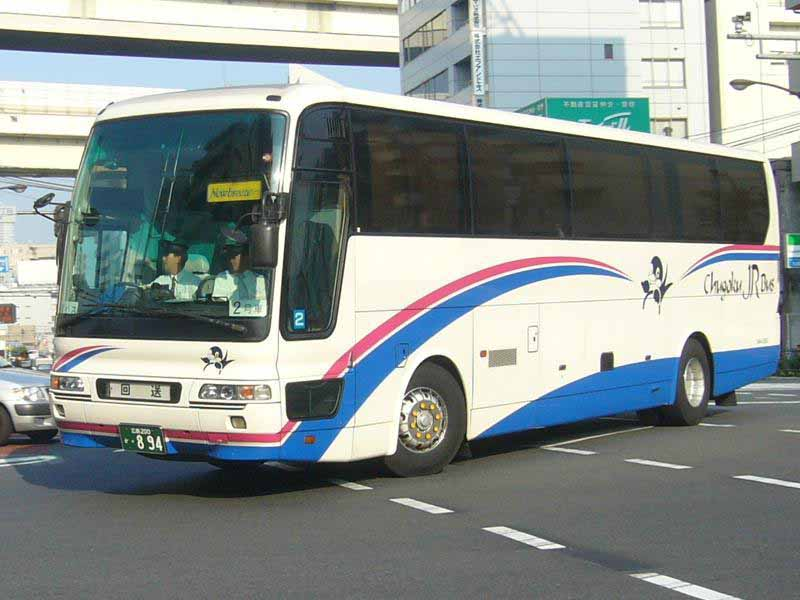
中国ジェイアールバスで使用されていた車両と同形式車両

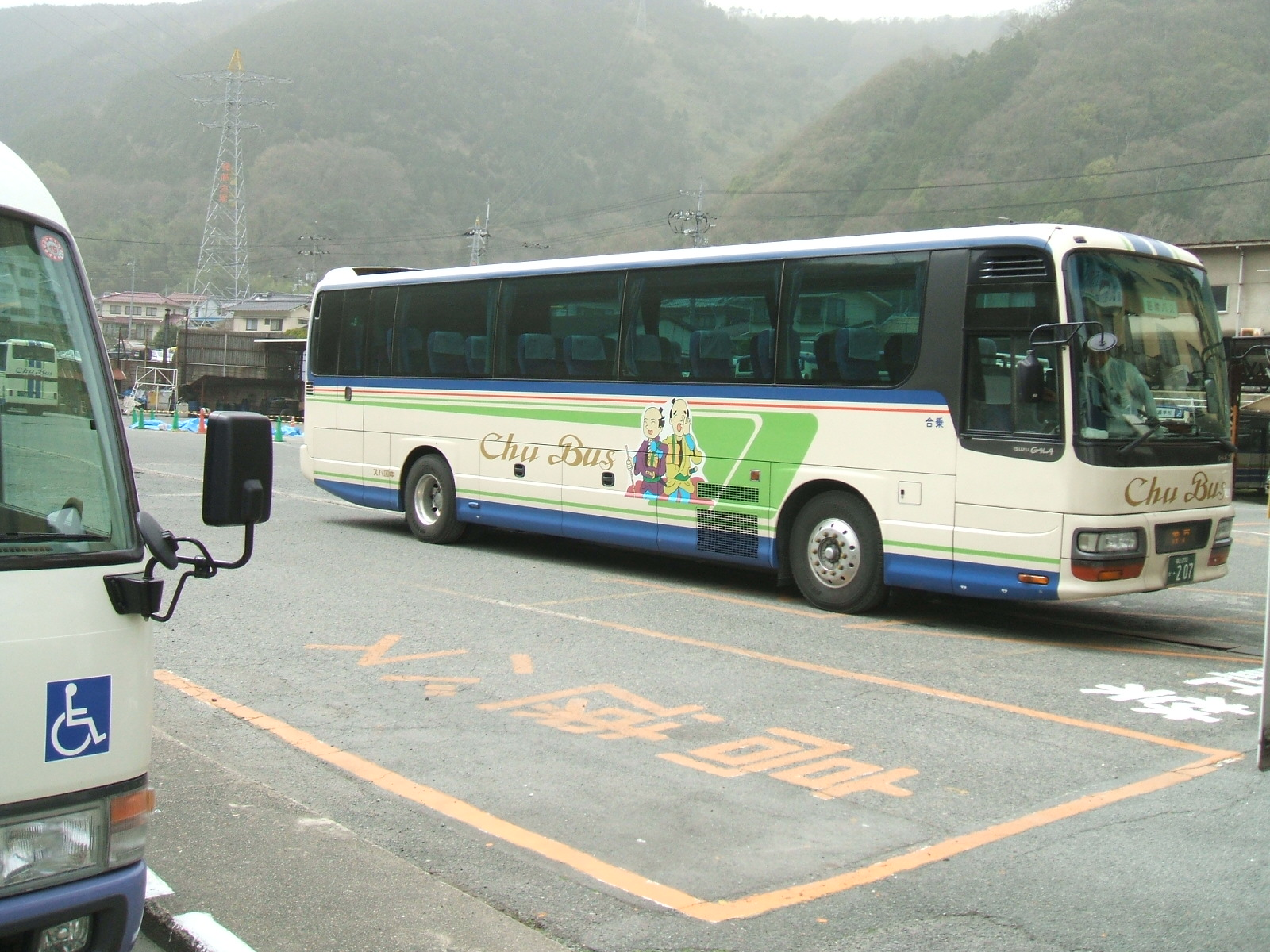
中国バス元「弥次喜多ライナー」用車両

- 日野・セレガGD、いすゞ・ガーラSHD（2011年9月22日まで）
- ヒュンダイ・ユニバース（2011年9月23日～12月20日、2014年6月1日〜2019年4月）
- 三菱ふそう・エアロクイーン（2019年4月22日～）
- 日野・セレガR・GD、いすゞ・ガーラSHD（2011年12月21日〜2014年5月31日）
  - セレガRGDは元エトワールセト号用の車両で、広島営業所移籍に伴いサービスコーナーが撤去されている。
- 日野・セレガR・FD、いすゞ・ガーラHD（弥次喜多ライナー及び共通予備車）

### 車内設備
2019年運行当時、全便膝掛毛布・スリッパ・電源コンセント・無線LAN・座席カーテンの設備があった。
- 3列シート、トイレ付き
  - 期間限定便はスライド機能付4列シート、電源コンセント・パウダールーム付き（期間限定便）

- 座席カーテン、無線LAN（docomo Wi-Fi）、ウェルカムアロマ、ドライヤー、パウダールーム（2014年6月1日〜2019年4月）

2014年6月の新車導入に伴い音声放送が設定され、2019年導入車両でも引き続き使用されていた。